# Pinot Blanc

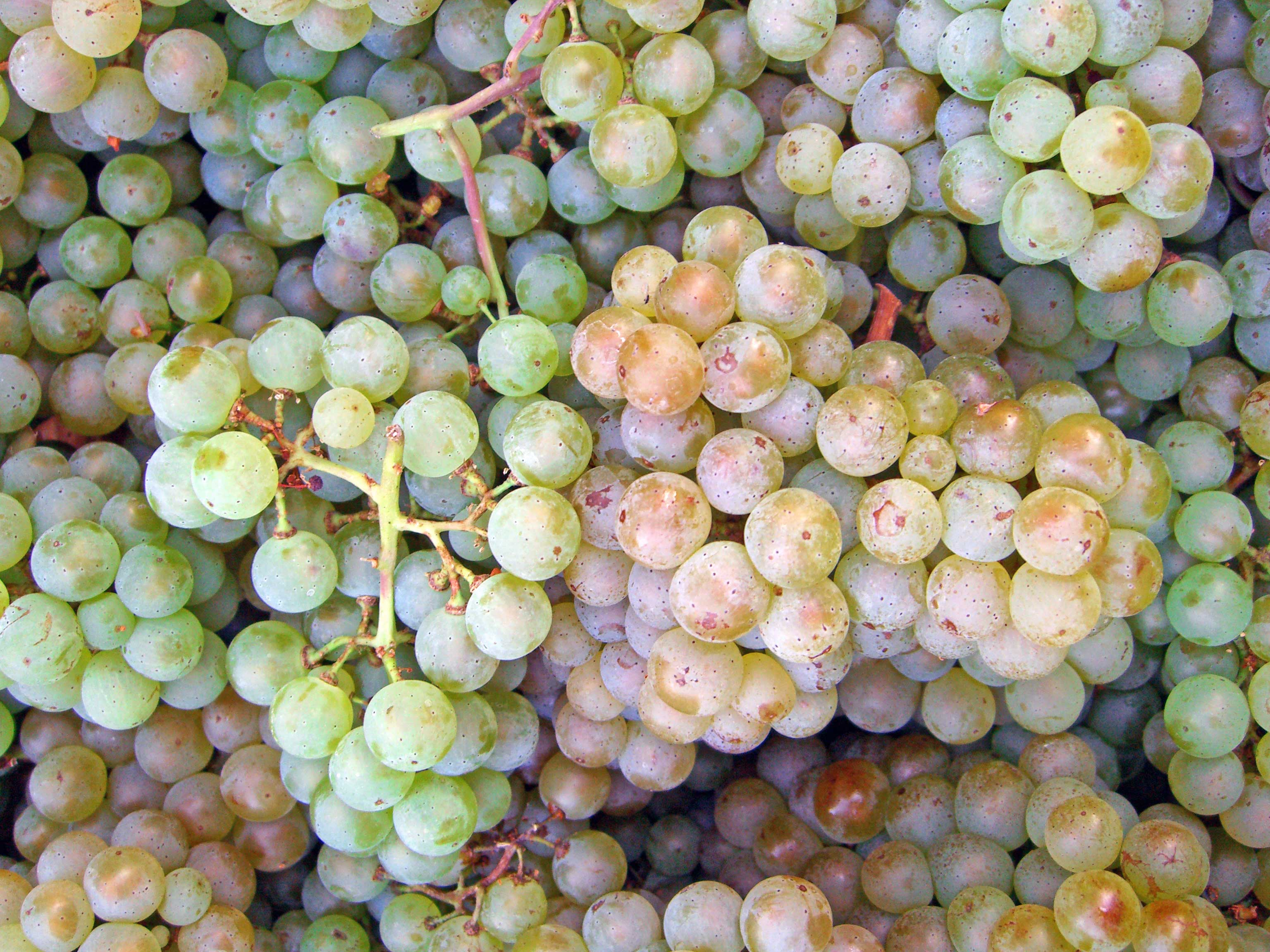
Pinot Blanc

De Pinot Blanc is een aan de Pinot Noir en Pinot Gris verwante druif, en de wijn die geheel of grotendeels van deze druif gemaakt wordt (cépage), namelijk de pinot blanc. In Duitsland en Oostenrijk noemt men deze druivensoort Weißburgunder.
In de Champagnestreek wordt de Pinot Blanc ook wel de "Blanc vrai" genoemd. Toepassing van de druif bij de productie van de champagne is ongebruikelijk.
De druif is redelijk goed bestand tegen plantenziekten en nachtvorst.

## Aanplant
De aanplant in Frankrijk is grotendeels geconcentreerd in de Elzas. Daar is ze verantwoordelijk voor 20,9% van de aanplant. Daarnaast komt deze druif voor in Duitsland, Oostenrijk, Kroatië en Hongarije.

## Kenmerken
Grond, klimaat en opbrengst per hectare bepalen wat voor soort Pinot Blanc (pinot Bianco, Weissburgunder) ontstaat: een zacht frisse, vriendelijke, niet al te uitgesproken wijn of één met meer klasse en karakter. Ook de manier van wijnbereiding heeft invloed: in Duitsland ontdekte men bijvoorbeeld dat gisting en rijping op vat tot imponerende resultaten kan leiden.

## Wijn-spijscombinaties
Vis, gevogelte, wit vlees, eiergerechten, quiche, milde kazen. Pinot Blanc wordt klassiek gebruikt als combinatie met witte asperges.